# Médåsen
Médåsen är ett berg i Antarktis. Det ligger i Östantarktis. Norge gör anspråk på området. Toppen på Médåsen är 2 575 meter över havet.
Terrängen runt Médåsen är huvudsakligen kuperad. Trakten är obefolkad. Det finns inga samhällen i närheten. 